# Abschnittsbefestigung im Burgholz (Türkenfeld)
Die frühmittelalterliche Abschnittsbefestigung im Burgholz liegt etwa 1500 Meter südöstlich von Türkenfeld im Landkreis Fürstenfeldbruck in Oberbayern auf einem niedrigen Geländesporn in der Gemarkung Zankenhausen im Zusammenfluss des Eichbachs, einem Zufluss des Garnbachs, und des Burgbachs.

## Geschichte
Wie bei den meisten derartigen Bodendenkmälern fehlen auch hier sämtliche urkundlichen oder sonstigen Überlieferungen zur Geschichte des Burgplatzes.
Das Bodendenkmal wurde bisher noch nicht archäologisch untersucht. Die teilweise gute Erhaltung der beiden Abschnittswälle deutet auf eine frühmittelalterliche Zeitstellung hin. 
Die versteckte Lage im Gelände in einigem Abstand zur nächsten größeren Siedlung entspricht vergleichbaren Anlagen im näheren Umkreis, die oft als kleinere Ungarnschutzburgen der ersten Hälfte des 10. Jahrhunderts gedeutet werden. Solche Schutzburgen entstanden meist durch den Ausbau älterer, teilweise vor- und frühgeschichtlicher Siedlungsplätze und Wehrbauten.

## Beschreibung
Die Wehranlage wurde auf dem Plateau eines nach Osten gerichteten keilförmigen Geländespornes über zwei Bachläufen angelegt. Im Norden und Süden schützen die etwa 15 bis 20 Meter hohen Steilhänge den Burgplatz. Östlich des Sporns mündet der Burgbach von Nordwesten kommend in den Eichbach. Jenseits der Bachläufe steigt das Gelände wieder teilweise sehr steil um 15 bis 20 Meter an. Der Burgplatz war eigentlich nur von Westen aus angreifbar. Hier dürften vor dem Hauptwall zusätzliche Annäherungshindernisse – etwa Baumverhaue oder Dornenhecken – gelegen haben.
Die Befestigung der Steilhänge bestand wohl nur als Palisaden oder Planken- oder Flechtwerkzäunen. Im Gelände gut erkennbar sind die beiden östlichen und westlichen Abschnittswälle. Beide Wallzüge laufen von Nord nach Süd quer über den Hügelrücken. Der westliche Befestigungsriegel ist von der Grabensohle gemessen etwa drei Meter hoch, der auf der Feldseite vorgelegte Sohlgraben etwa 1,5 Meter tief. Der Wallzug wird in der Mitte durch einen breiten Durchlass durchbrochen, der wahrscheinlich auf einen späteren Forstweg zurückgeht. Das ehemalige Haupttor dürfte eher auf der Ostseite gelegen haben.
Etwas schlechter erhalten ist der östliche Abschnittswall über dem Zusammenfluss der beiden Bäche. Im Süden läuft der Wallgraben hier bogenförmig nach Westen zur Hangkante (Wallhöhe etwa zwei Meter). Wenige Meter nördlich eines modern als Holzabfuhrweg benutzten Durchstiches liegt eine weitere Walllücke, hinter der die Wallkrone wieder auf etwa drei Meter ansteigt. Möglicherweise ist hier das ehemalige Haupttor zu lokalisieren.
Zwischen den beiden Wallzügen fällt das Gelände nach Osten stark ab. Das Bodendenkmal ist aktuell (2008) nach einem großflächigen Windbruch weitgehend baumfrei, das Terrain durch schwere Holzerntemaschinen zerwühlt.
Das Bayerische Landesamt für Denkmalpflege verzeichnet das Bodendenkmal als „Abschnittsbefestigung des frühen Mittelalters“ unter der Denkmalnummer D 1-7932-0001.